# Lijst van voetbalinterlands Benin - Zuid-Soedan
Deze lijst van voetbalinterlands is een overzicht van alle officiële voetbalwedstrijden tussen de nationale teams van Benin en Zuid-Soedan. De landen hebben tot op heden twee keer tegen elkaar gespeeld. De eerste ontmoeting, een kwalificatiewedstrijd voor de Afrika Cup 2017, werd gespeeld in Djoeba op 23 maart 2016. Het laatste duel, de returnwedstrijd in dezelfde kwalificatiereeks, vond plaats op 27 maart 2016 in Cotonou.

## Wedstrijden
| № | Plaats  | Datum         | Competitie                   | Wedstrijd           | Uitslag |
| - | ------- | ------------- | ---------------------------- | ------------------- | ------- |
| 1 | Djoeba  | 23 maart 2016 | Afrika Cup 2017 kwalificatie | Zuid-Soedan − Benin | 1 − 2   |
| 2 | Cotonou | 27 maart 2016 | Afrika Cup 2017 kwalificatie | Benin − Zuid-Soedan | 4 − 1   |

## Samenvatting
| Competitie              | Totaal gespeeld | Winst Benin | Gelijk | Winst Zuid-Soedan | Doelsaldo Benin – Zuid-Soedan |
| ----------------------- | --------------- | ----------- | ------ | ----------------- | ----------------------------- |
| Afrika Cup-kwalificatie | 2               | 2           | 0      | 0                 | 6 − 2                         |
| Totaal                  | 2               | 2           | 0      | 0                 | 6 − 2                         |

Wedstrijden bepaald door strafschoppen worden, in lijn met de FIFA, als een gelijkspel gerekend.
FBF · 
Benins vrouwenelftal · Olympisch elftal
Algerije ·
Angola ·
Burkina Faso ·
Burundi ·
Congo-Brazzaville ·
Congo-Kinshasa ·
Egypte ·
Equatoriaal-Guinea ·
Ethiopië ·
Gabon ·
Gambia ·
Ghana ·
Guinee ·
Guinee-Bissau ·
Ivoorkust ·
Kameroen ·
Lesotho ·
Liberia ·
Libië ·
Madagaskar ·
Malawi ·
Mali ·
Marokko ·
Mauritanië ·
Mozambique ·
Namibië ·
Niger ·
Nigeria ·
Oeganda ·
Oman ·
Rwanda ·
Sao Tomé en Principe ·
Senegal ·
Sierra Leone ·
Soedan ·
Tanzania ·
Togo ·
Tsjaad ·
Tunesië ·
Verenigde Arabische Emiraten ·
Zambia ·
Zimbabwe ·
Zuid-Afrika ·
Zuid-Soedan
SSFA · Zuid-Soedanees vrouwenelftal
Interlands
Tegenstander:
Benin ·
Botswana ·
Burkina Faso ·
Burundi ·
Congo-Brazzaville ·
Congo-Kinshasa ·
Djibouti ·
Egypte ·
Equatoriaal-Guinea ·
Ethiopië ·
Gabon ·
Gambia ·
Jordanië ·
Kameroen ·
Kenia ·
Malawi ·
Mali ·
Mauritanië ·
Mozambique ·
Oeganda ·
Oezbekistan ·
Rwanda ·
Sao Tomé en Principe ·
Senegal ·
Seychellen ·
Soedan ·
Somalië ·
Togo ·
Zuid-Afrika